# 三和町下永井
三和町下永井（みわまち しもながい）は、福島県いわき市の大字である。郵便番号は970-1263。

## 地理
いわき市中部の三和地区に属する。北で三和町差塩、東から南で三和町下永井、南で三和町渡戸、西で三和町中寺、とそれぞれ隣接する。概ね町村制施行以前の磐前郡上永井村の流れを汲む地域である。二級水系夏井川水系小玉川上流域を主な範囲とする。小玉川と支流の川沿いの平地に水田が広がり、山裾に住宅が建つほかは地区内のほとんどが山林で占められている。三和町上永井寄りの比較的広い平地に集落が形成されている。内郷御厩町内に所在するいわき中央警察署及び三和町下市萱に所在する内郷消防署三和分遣所がそれぞれ管轄にあたる。

### 主な字
字
- 高野前
- 火沢
- 軽井沢
- 銅屋場
- 明神平

- 横山
- 和久
- 大堀
- 峰岸
- 中山

### 河川
二級水系夏井川水系
- 小玉川
  - 小玉川第二ダム
  - 火沢川
  - 大堀川
  - 明神平川

## 歴史
- 1879年1月27日 - 幕府領下永井村が福島県内における郡区町村制の施行により磐前郡の村となる[4]。
- 1889年4月1日 - 町村制の施行により下永井村が上永井村、合戸村、渡戸村と合併し永戸村が発足する。旧下永井村域は永戸村の大字となる。[4]。
- 1896年4月1日 - 磐前郡と周辺郡との合併により石城郡が発足し、石城郡永戸村となる[4]。
- 1955年2月11日 - 石城郡永戸村が三阪村、沢渡村と合併し三和村となり、三和村の大字となる[4]。
- 1966年10月1日 - 三和村が平市・磐城市・常磐市・勿来市・内郷市、石城郡遠野町・四倉町・小川町・川前村・田人村・好間村、双葉郡久之浜町・大久村と合併しいわき市となり、いわき市三和地区の大字となる[4]。

## 世帯数と人口
2023年10月31日現在の世帯数と人口は以下の通りである。
| 大字         | 世帯数  | 人口  |
| ------------ | ------- | ----- |
| 三和町下永井 | 114世帯 | 277人 |

## 小・中学校の学区
市立小・中学校に通う場合、学区は以下の通りとなる。
| 番地 | 小学校               | 中学校               |
| ---- | -------------------- | -------------------- |
| 全域 | いわき市立三和小学校 | いわき市立三和中学校 |

## 交通

### 道路
- 磐越自動車道
  - 渡戸トンネル
- 福島県道66号小名浜小野線
- 福島県道135号三株下市萱小川線

## 施設
- 下永井公民館
- 永井簡易郵便局
- いこいの学校 長居小（旧いわき市立永井小学校）
- e-kagaku福島宇宙センター
- 東北電力 小玉川第二発電所
- 長徳寺
- 御塚神社
- 厳嶋神社